# Galerie Défago

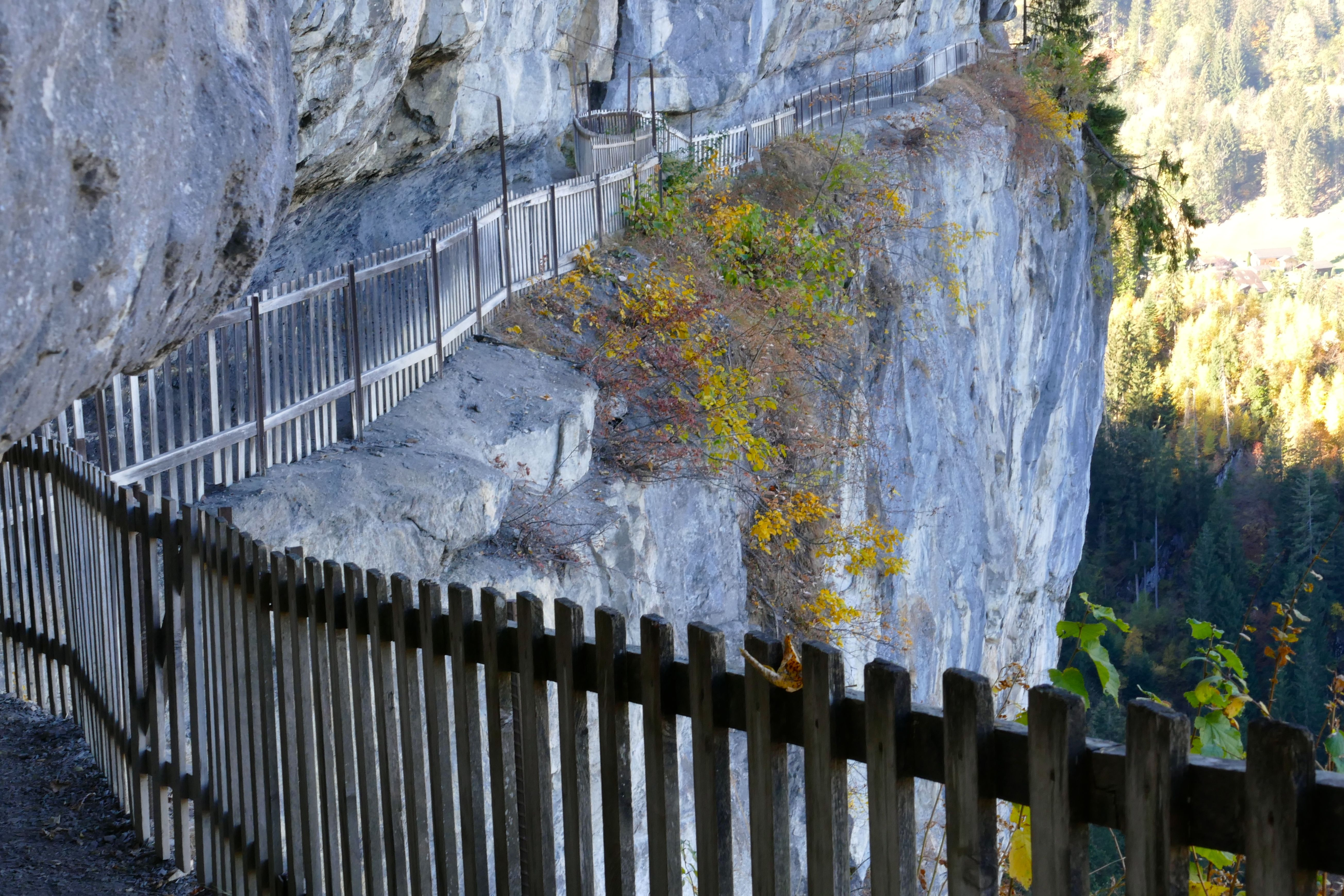
Die Galerie Défago ist mit einem Zaun gesichert

Die Galerie Défago ist eine im 19. Jahrhundert als Touristenattraktion angelegte Felsgalerie auf 1100 m ü. M. bei Champéry im Schweizer Kanton Wallis.
Von Champéry, oberstes Dorf im französischsprachigen Val d’Illiez und einer der ältesten Touristenorte der Schweiz, ist die nahe Galerie Défago durch den Talfluss Vièze getrennt. Sie verläuft in einer Höhe von rund 150 Metern über dem Fluss einigermassen horizontal durch das nackte Felsband von Les Rives.
Die Galerie bietet einen direkten Blick hinüber und hinab auf Champéry. Der Weg ist breit, für durchschnittliche Wanderer ausgebaut und zum Abgrund hin mit einem Zaun gesichert. Für Leute mit Höhenangst eignet er sich aber kaum.
In der Galerie gedeiht insbesondere der Graue Alpendost.

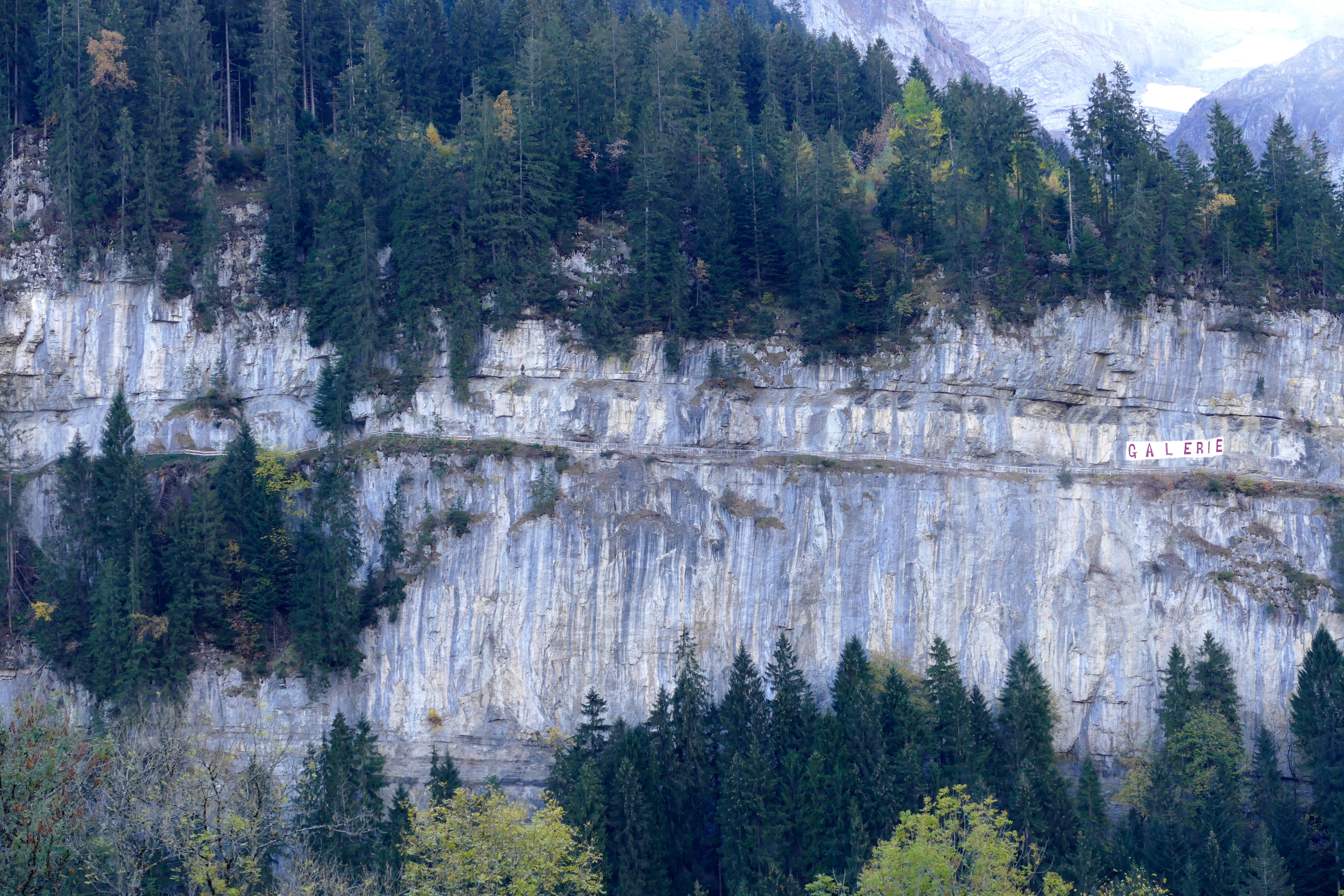
Schriftzug «Galerie» über der Galerie Défago

Im Sommer 1864 wurde die Galerie Défago eingeweiht, sie war gedacht als Attraktion im Zusammenhang mit dem aufkommenden Fremdenverkehr. Benannt wurde sie nach dem örtlichen Hotelpionier Emmanuel Défago, der sie durchsetzte. Über der Galerie Défago ist das Wort «Galerie» in roter Farbe gross aufgemalt, von weitem sichtbar.